# Riddes
Riddes (früher deutsch Riden) ist eine politische Gemeinde und eine Burgergemeinde des Bezirks Martigny im französischsprachigen Teil des Kantons Wallis in der Schweiz.
Das Gebiet von Riddes liegt links der Rhone und am steilen Berghang südlich der Rhonetalebene. Es umfasst den Hauptort Riddes und einen Teil des Weilers Ecône in der Rhoneebene sowie die Ferienstation La Tzoumaz und den Weiler Auddes-sur-Riddes am Berg.

Luftbild (1949)

## Geographie
Die Ortschaft Riddes liegt auf dem ausgedehnten Schwemmkegel des Flusses La Fare, der nordöstlich des Dorfes in die Rhone mündet. In der Talebene verfügt Riddes auf einer Fläche von mehreren Quadratkilometern über Obstplantagen und am Fuss des südseitigen Abhangs über Rebberge.
Die bei den früheren Flusskorrektionen kanalisierte Rhone fliesst in grossen Bögen durch die Talebene. Auf einer Strecke von fünf Kilometern folgt die Gemeindegrenze der Rhone.
Gegen Süden erstreckt sich das Gemeindegebiet von der Rhonetalebene auf 471 m. ü. M. über den steilen Berghang bis hinauf an die Bergkette von Savoleyres, Mont Rogneux und Mont Gelé, der mit der Höhe von 3023 m. ü. M. den höchsten Punkt der Gemeinde bildet. Im Hochgebirge liegt unterhalb des Mont Gelé der Bergsee Lac de Vaux und daneben zwei kleinere Seen. In diesem Gebiet liegen die Quellen des Wildbaches La Fare, der über die Alpweiden von Chaussoure gegen Norden zur Rhone hinunter fliesst. In der engen Schlucht im unteren Abschnitt des Bachverlaufs liegt die nordöstliche Gemeindegrenze zwischen Riddes und Isérables.
Von der Anhöhe Savoleyres folgt die westliche Grenze der Gemeinde dem Lauf des Wildbachs Torrent d’Ecône.

## Geschichte
Die Ortschaft Riddes ist zum ersten Mal in einer Urkunde aus dem Jahr 1001 in der namensform Ride erwähnt. Die Pfarrei gehörte im Hochmittelalter der Bischofskirche von Sitten und seit dem 12. Jahrhundert den Grafen von Savoyen. Seit dem 13. Jahrhundert befand sich die Ortschaft so wie auch Leytron und Fully in der savoyischen Kastlanei Saillon.
Nördlich des Dorfes überquert die alte Landstrasse von Martigny nach Sitten die Rhone; der Flussübergang mit der 1287 erstmals erwähnten Brücke Grand pont de Riddes bildete in der Verkehrsgeschichte des Wallis stets einen wichtigen Ort. Um 1470 ist ein Siechenhaus bei der Brücke erwähnt. 1799 verbrannte die Holzbrücke, und 1800 wurde sie im Zuge des Ausbaus der Simplonstrasse unter Napoleon etwas weiter westlich wieder als gedeckte Holzbrücke neu errichtet; nach dem Brand von 1844 während des Aufstands der Unterwalliser Jeune Suisse wurde die Brücke in Mauerwerk neu gebaut. 1983 entstand die aktuelle Rhonebrücke.
1476 kam Riddes mit dem ganzen Unterwallis unter die Herrschaft der Oberwalliser Zenden. Seit 1798 bildet der Ort eine eigene Gemeinde.
Die im Jahr 1153 erstmals erwähnte Pfarrkirche Saint-Laurent war ein Besitz der Abtei von Ainay und seit 1580 der Bischofskirche von Sitten. 1701 ersetzte ein barocker Neubau die mittelalterliche Kirche, 1972 entstand die moderne Betonkirche. Das alte Dorfzentrum lag im Bereich des Quartiers La Fourchy und wurde im 19. Jahrhundert durch das neue Siedlungsgebiet nahe an der Rhonebrücke abgelöst.
Bis um die Mitte des 19. Jahrhunderts befand sich in Riddes eine Pferdewechselstation der Postkutschenkurse im Wallis. Diese Verbindung verschwand nach dem Bau der Simplonbahn 1860, die bei Riddes einen Bahnhof baute. Im Gebiet Vacherets betrieben französische Investoren im 19. Jahrhundert ein wenig ergiebiges Bergwerk.
1917 wurde in Riddes der sozialistische Arbeiterverein Union ouvrière de Riddes gegründet. Von Riddes aus geht seit 1941 die Seilbahn Riddes–Isérables zum 610 m höher gelegenen Nachbarort Isérables hoch am Berg, der bis in die 1970er-Jahre sonst nur schwer zugänglich war. Im Weiler Ecône entstand 1970 die traditionalistische Priesterbruderschaft St. Pius X.
Ab 1951 stand im Gebiet der Alpweiden ein erster Skilift in Betrieb. Der Wintertourismus führt dazu, dass das grosse Areal der Maiensässe von Riddes in den folgenden Jahrzehnten mit einer Vielzahl von Ferienhäusern überbaut wurde; die Ferienstation La Tzoumaz gehört seit 2009 mit dem jenseits von Savoleyres liegenden Verbier zum tälerübergreifenden Skisportgebiet Verbier/Val de Bagnes-La Tzoumaz-Pays du St-Bernard.
Um 1990 entstand die Autobahn A9, die bei Riddes von der linken auf die rechte Flussseite der Rhone führt. Die auffällige, mehr als 200 Meter lange Zwillingsbrücke von Riddes aus vorgespanntem Beton ist ein bedeutendes Ingenieurbauwerk im Wallis. 2017 wurde die Autobahnbrücke in einem höchst aufwändigen Verfahren um einen halben Meter angehoben, um mehr Platz für Hochwasser der Rhone zu schaffen. Im Zusammenhang mit dem Bau der Autobahn wurde 1976 der anderthalb Kilometer lange Viaduc de Riddes gebaut, der einerseits eine Autobahnauffahrt erschliesst und andererseits für die Kantonsstrasse als Umfahrung von Riddes dient. Im Jahr 2021 wurde der für den neueren Schwerverkehr nicht mehr ausreichende Viadukt aufwändig saniert.

## Politik
Der Gemeinderat, der Conseil communal, von Riddes besteht aus fünf Mitgliedern. Die parteipolitische Zusammensetzung für die Legislaturperiode 2025–2028 ist folgendermassen: FDP 2, Die Mitte 1, SVP 1, Unabhängige 1. Gemeindepräsidentin ist Christel Duc (FDP).
Bei den Schweizer Parlamentswahlen 2019 betrugen die Wähleranteile in der Gemeinde Riddes: FDP 34,7 %, SP 21,1 %, SVP 20,4 %, CVP 13,4 %, Grüne 6,6 %.

## Bevölkerung
| Bevölkerungsentwicklung | Bevölkerungsentwicklung | Bevölkerungsentwicklung | Bevölkerungsentwicklung | Bevölkerungsentwicklung | Bevölkerungsentwicklung | Bevölkerungsentwicklung | Bevölkerungsentwicklung | Bevölkerungsentwicklung | Bevölkerungsentwicklung | Bevölkerungsentwicklung | Bevölkerungsentwicklung | Bevölkerungsentwicklung |
| ----------------------- | ----------------------- | ----------------------- | ----------------------- | ----------------------- | ----------------------- | ----------------------- | ----------------------- | ----------------------- | ----------------------- | ----------------------- | ----------------------- | ----------------------- |
| Jahr                    | 1802                    | 1850                    | 1900                    | 1950                    | 2000                    | 2010                    | 2012                    | 2014                    | 2016                    | 2018                    | 2020                    | 2022                    |
| Einwohner               | 195                     | 487                     | 892                     | 1262                    | 2197                    | 2679                    | 2785                    | 2902                    | 3035                    | 3133                    | 3277                    | 3535                    |

Der grosse Mehrheit der Bevölkerung lebt im Hauptort Riddes im Rhonetal. Gut 500 Personen leben in La Tzoumaz und weitere 50 im Weiler Auddes-sur-Riddes.

## Wirtschaft

### Wasserkraft
In Riddes gibt es zwei Wasserkraftwerke. Das Kraftwerk Nendaz ist ein Teil des Wasserkraftkomplex Cleuson-Dixence und liegt an der Grenze zu den Gemeinden Chamoson und Nendaz. Das Wasser aus dem Stausee Lac de Dix wird über das Kraftwerk Fionnay ins Kraftwerk Nendaz geleitet. Es handelt sich um das zweitgrösste Wasserkraftwerk der Schweiz nach dem gleich nebenan liegenden Kraftwerk Bieudron auf dem Gemeindegebiet von Nendaz. Weitere Teile des Kraftwerkkomplexes befinden sich auf der anderen Seite der Rhone auf dem Gemeindegebiet von Chamoson.
Das Wasserkraftwerk Riddes befindet sich beim Weiler Ecône und wird durch Wasser aus dem Lac de Mauvoisin im Val de Bagnes betrieben.

### Landwirtschaft
Riddes ist eine der grössten Obstanbaugemeinden des Kantons. Auf dem Gemeindegebiet von Riddes befinden sich drei grosse landwirtschaftliche Zonen, auf denen Gemüse und Obst, insbesondere Aprikosen angebaut wird. Einerseits handelt es sich um Les Morand zwischen Riddes und Ecône. Teile dieser Fläche wurden umgezont und werden aktuell zu einer Gewerbezone ausgebaut. Weiter handelt es sich um die Zone Les Chavannes zwischen der Autobahn und dem Rhonebogen und schliesslich um das Gebiet Les Epeneys entlang der Rhone im Osten des Dorfes.

### Weinbau
Mit einer Anbaufläche von rund 60 ha gehört Riddes zu den mittelgrossen Weinbaugemeinden des Kantons. Auf dem Gemeindegebiet gibt es zwei Weinberge. Einerseits den Weinberg La Vigne beim gleichnamigen Ortsteil. Er erstreckt sich am südlichen Ortsrand vom Bergbach La Fare im Osten bis nach Ecône im Westen. Der zweite Weinberg Arbin befindet sich östlich des Dorfes.

### Tourismus
Ab 1950 entwickelte sich in Mayens-de-Riddes, den Maiensässen von Riddes, ein Wintersportort. 2005 wurde der Ort in La Tzoumaz umbenannt. La Tzoumaz ist heute Teil des Skigebiets 4Vallées und die Bergbahnen werden von Téléverbier betrieben. Der Tourismusort La Tzoumaz verfügt heute über mehr als 7000 Betten, mehrheitlich in Chalets und Ferienwohnungen, und erzielt jährlich rund 150'000 Übernachtungen.

## Verkehr
Der Bahnhof von Riddes liegt an der Bahnlinie von Brig nach Monthey. Der Bahnhof Riddes liegt zudem an der Buslinie Sion–Martigny. Weiter führt vom Bahnhof Riddes eine Busverbindung über Leytron nach Ovronnaz. Von Riddes aus führt eine Seilbahn nach Isérables. Von Isérables gibt es eine Busverbindung nach La Tzoumaz.
Riddes liegt an der Autobahn A9 mit eigener Auffahrt und an der Hauptstrasse 9. Die Kantonsstrasse 87 führt von der Autobahnausfahrt Riddes nach La Tzoumaz. Im Sommer führt von dort eine Nebenstrasse über den Pass Croix-de-Coeur nach Verbier.

### Einsturz einer Tunneldecke am 4. Februar 2024
Am 4. Februar 2024 stürzte ein Teil der Tunneldecke eines Strassentunnels zwischen Riddes und La Tzoumaz bzw. Iserables ein. Die Strecke blieb während über 4 Monaten gesperrt. La Tzoumaz war in dieser Zeit nur über eine schmale Umfahrungsstrasse über Nendaz und Isérables erreichbar. Der sanierte Tunnel wurde am 7. Juni 2024 wiedereröffnet.

### Seilbahnprojekt Riddes - La Tzoumaz
Im Juni 2024 stellten der Kanton Wallis und die Gemeinde Riddes ein Projekt für eine Seilbahn vom Bahnhof Riddes nach La Tzoumaz vor. Im Gewerbegebiet Les Morands ist eine Zwischenstation und ein Parkplatz geplant. Die Seilbahn soll Teil des Öffentlichen Verkehrssystems werden.

## Bilder

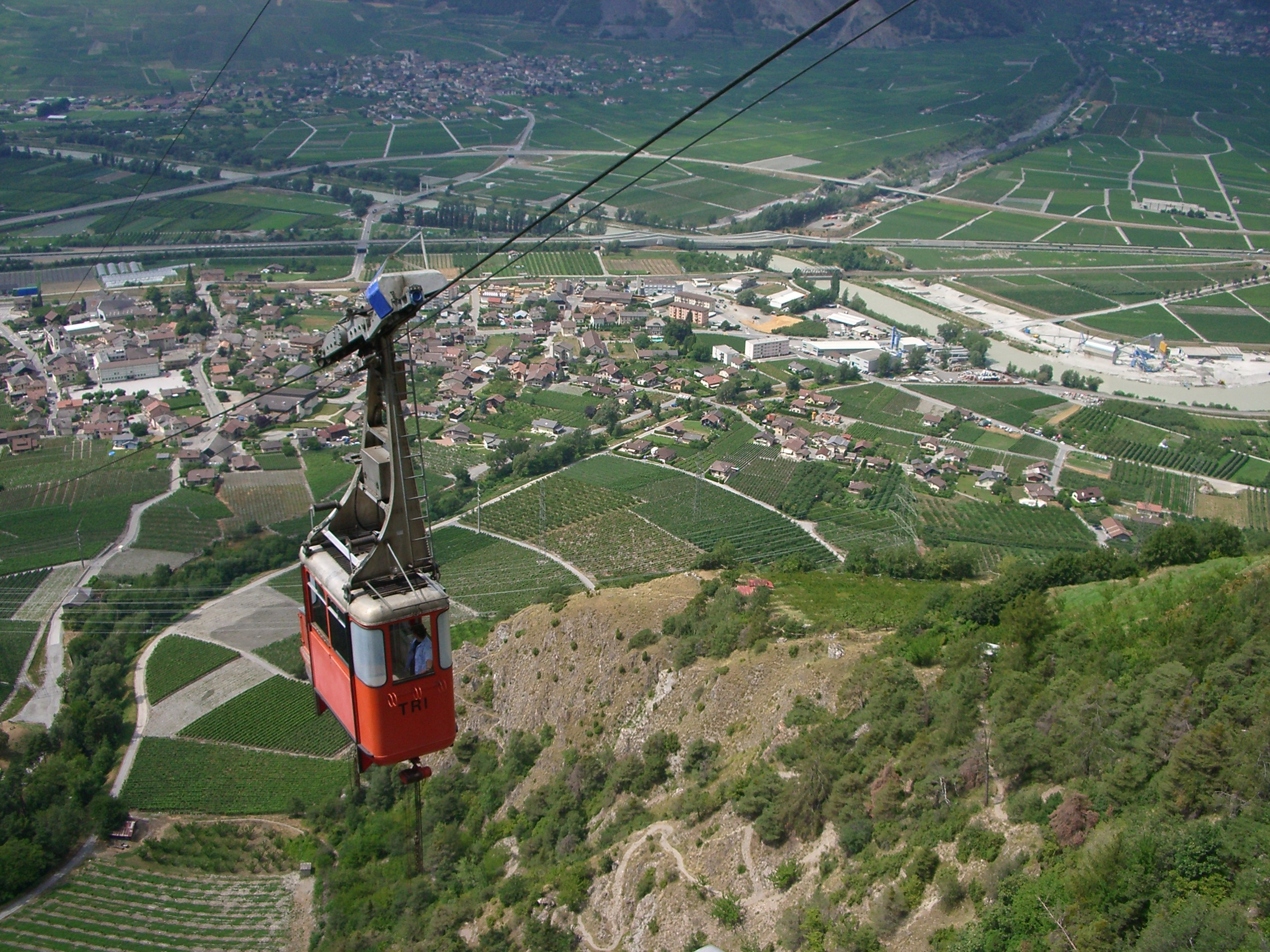
Riddes von der Seilbahn nach Isérables aus gesehen
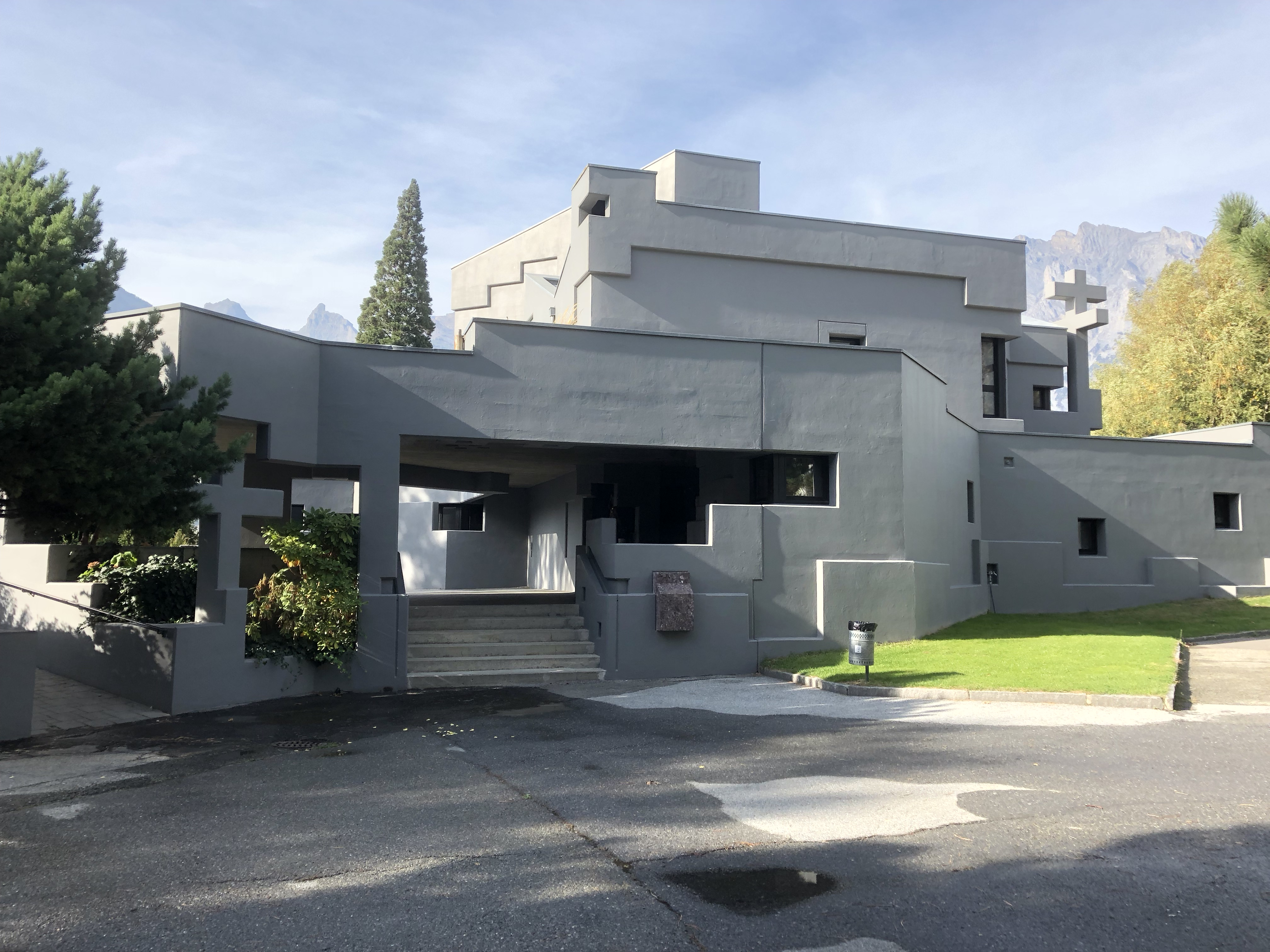
Pfarrkirche, 1972
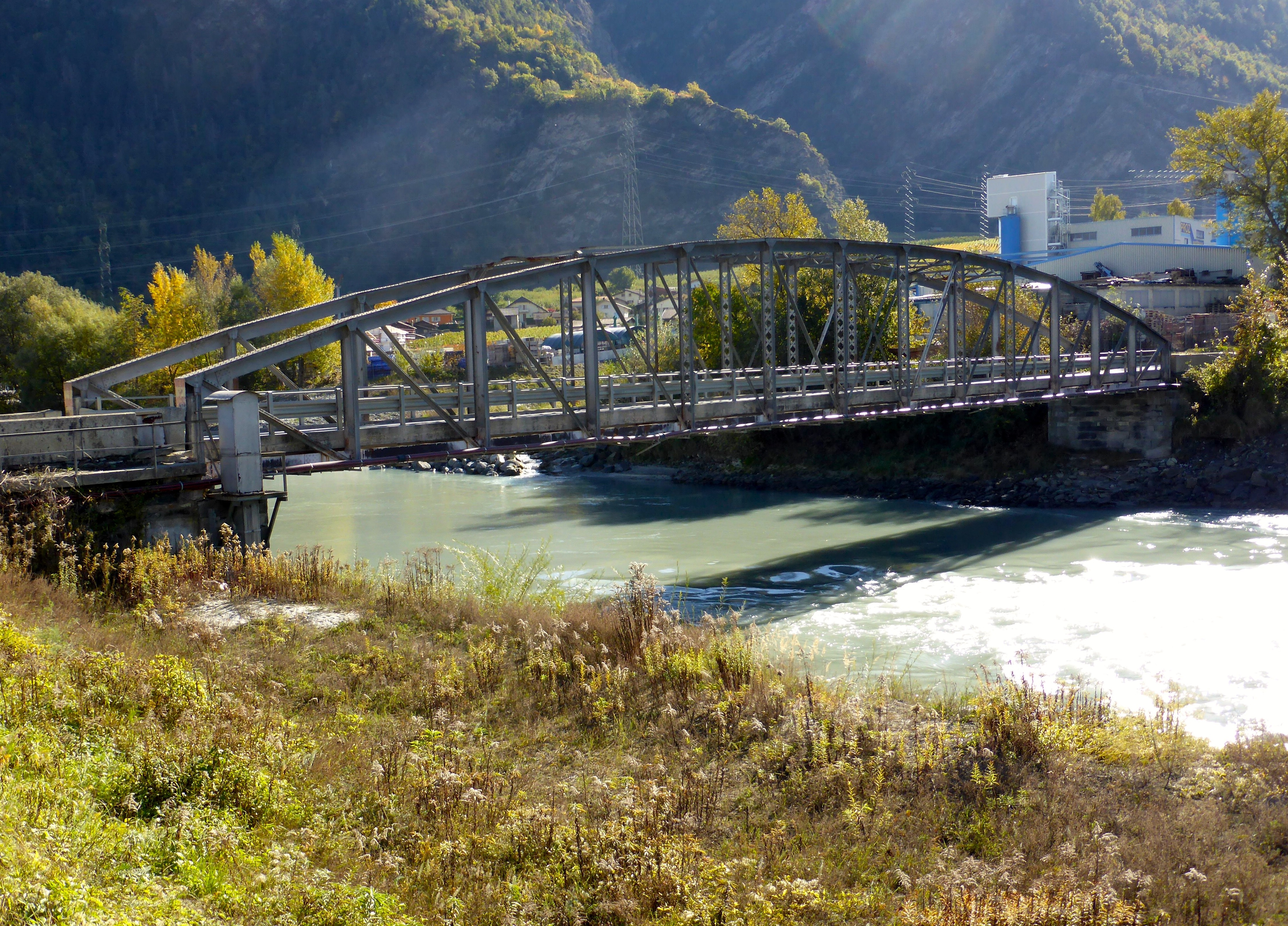
Brücke von Riddes
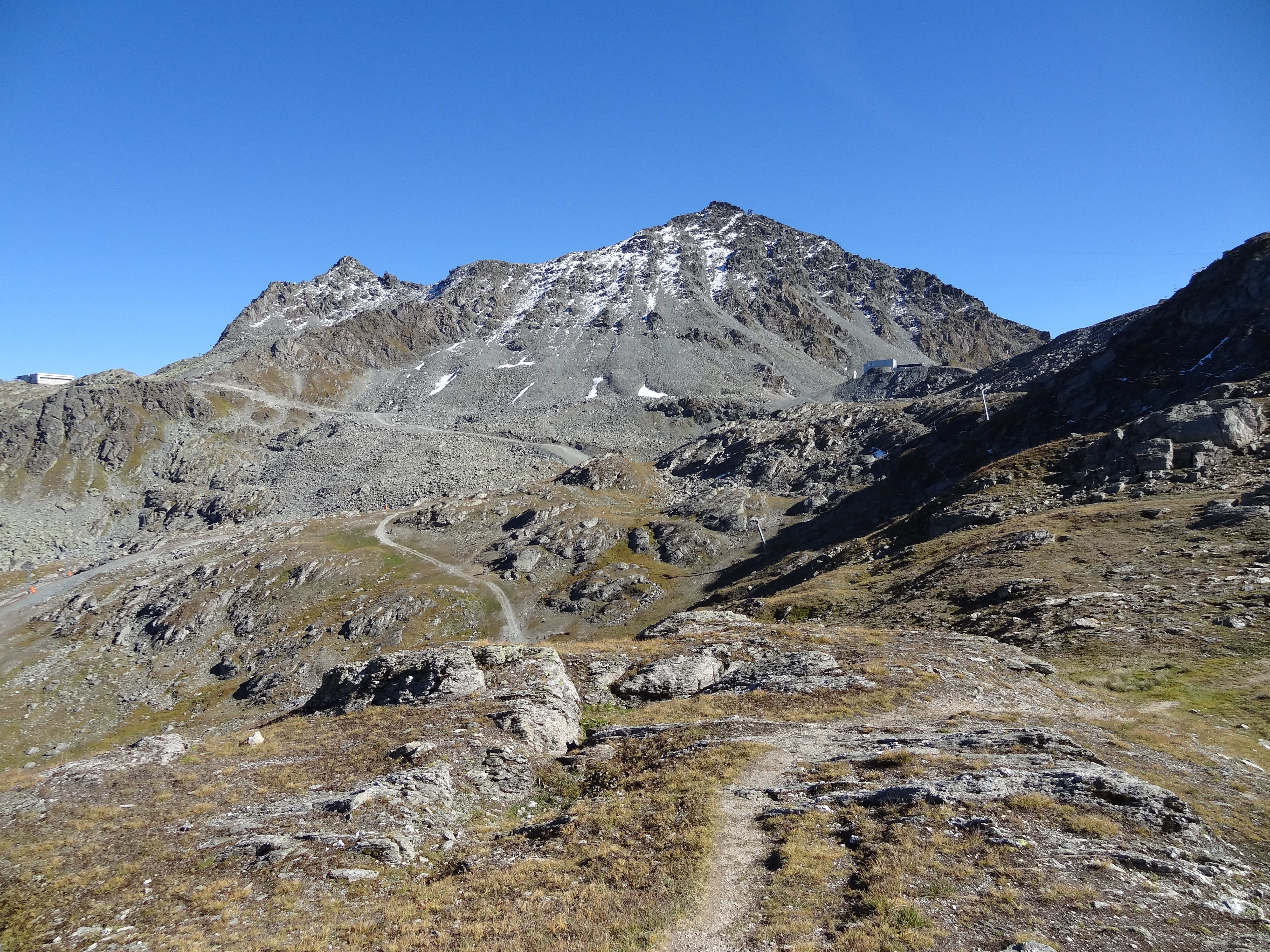
Mont Gelé
Ecône
Wasserkraftwerk Riddes bei Ecône
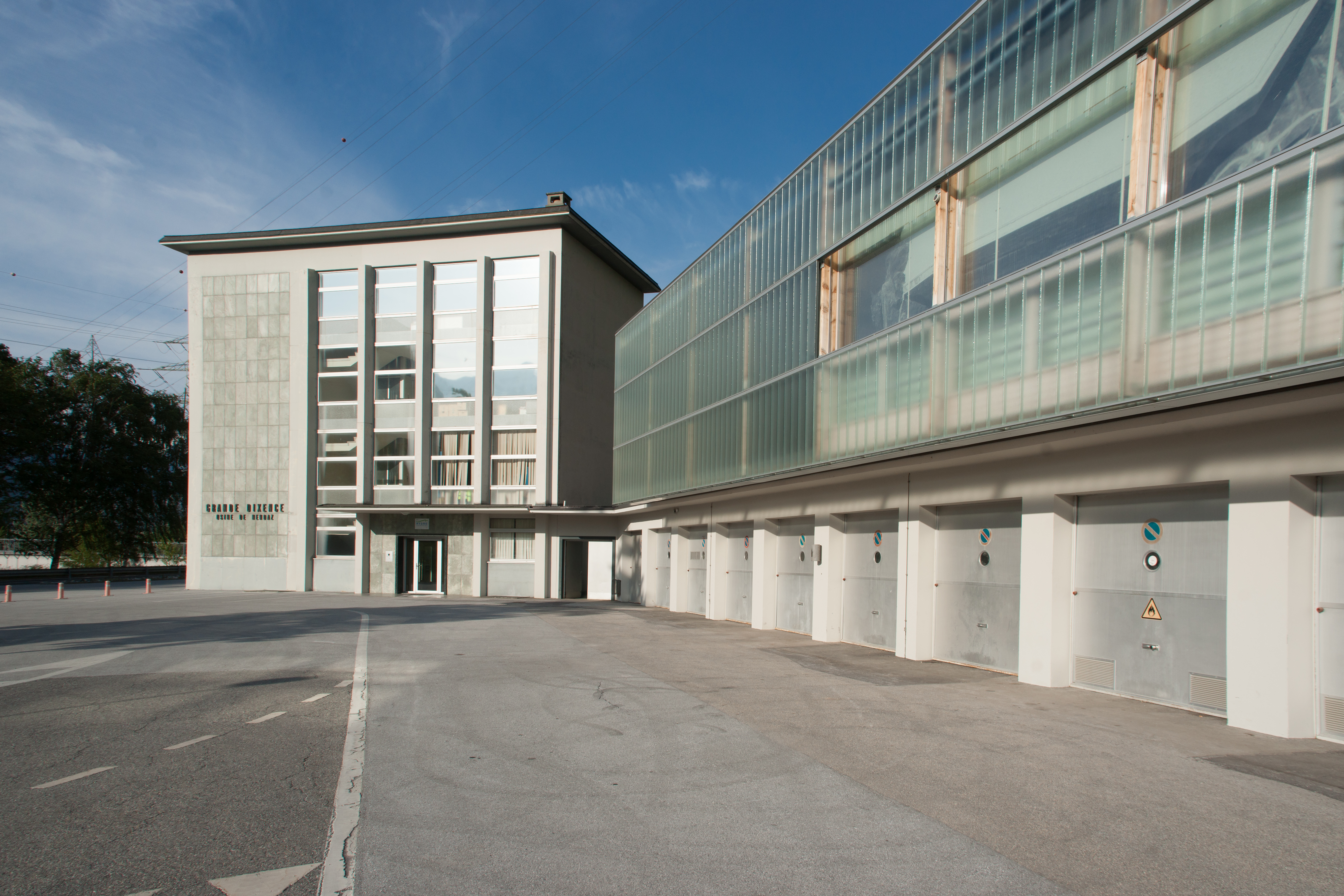
Wasserkraftwerk Nendaz bei Riddes

## Sehenswürdigkeiten

### La Vidondée
Die Vidondée ist ein Gebäude, dessen Geschichte bis in die zweite Hälfte des 16. Jahrhunderts zurückreicht und das früher im Besitz der Herren von Châtelard war. Es wurde 1995 restauriert und zum Kulturzentrum von Riddes umgebaut. Die renovierte ehemalige Scheune dient heute als Veranstaltungsort für Aufführungen, Ausstellungen und Versammlungen.

### Ehemalige Pfarrkirche Saint-Laurent
Die ehemalige Pfarrkirche Saint-Laurent aus dem Jahr 1701 hat einen rechteckigen Grundriss und wird im Süden von einem Glockenturm mit achteckigem Steinspitzturm flankiert. Das Kirchenschiff ist mit einem Kreuzgewölbe überdacht. Der barocke Hochaltar und die geschnitzte Kanzel stammen aus der Zeit um 1700. Das Gebäude dient heute nur noch als Leichenhalle.

### Katholische Kirche von Riddes
Nördlich der alten Kirche steht die heutige Pfarrkirche, ein Betonbau mit beeindruckenden kubischen Volumen. Sie wurde 1970–1972 von den Architekten Xavier Furrer und Willy Jeiziner erbaut. Im Inneren sind das Taufbecken und die Statuen aus dem ehemaligen Heiligtum erhalten geblieben. Die zeitgenössischen Glasfenster stammen von Werner Zurbriggen.

### Weitere Sehenswürdigkeiten
- Pont de Riddes
- Eisenbahnbrücke Riddes
- Autobahnbrücke Riddes
- Viaduc de Riddes
- Wasserkraftwerk Riddes
- Wasserkraftwerk Nendaz der Grande Dixence
- Schrägseilbrücke Riddes–Leytron[24]